# Кнежевина Србија (филм)
Кнежевина Србија је српски филм из 2008. године. Режирао га је Здравко Шотра, а сценарио су писали Здравко Шотра и Милован Витезовић.
Кнезевина Србија први филм из трилогије играно-документарног серијала Здравка Шотре.

## Радња
Радња филма је смештена у првих седам деценија XIX века, у којима се стварала српска држава. Описан је период српске револуције, борба српског народа за ослобођење од Турака, стицање аутономије и борба за међународно признање. Филм је сниман у Београду, Тополи, Орашцу, Такову и Крагујевцу, уз коришћење бројних докумената, уметничких слика, цртежа, као и првих фотографија начињених у Србији.
Филм је вођен наратором Драганом Николићем, док се у играним секвенцама појављују остали глумци.

## Улоге
| Глумац              | Улога                        |
| ------------------- | ---------------------------- |
| Драган Николић      | наратор                      |
| Ненад Јездић        | кнез Милош Обреновић         |
| Небојша Глоговац    | кнез Михаило Обреновић       |
| Петар Краљ          | прота Матеја Ненадовић       |
| Наташа Нинковић     | госпођица Аделина Ирби       |
| Војин Ћетковић      | београдски везир             |
| Милица Милша        | кнегиња Персида Карађорђевић |
| Љубомир Бандовић    | Марашли Али-паша             |
| Небојша Кундачина   | кнез Александар Карађорђевић |
| Драгомир Чумић      | Симић                        |
| Миодраг Крстовић    | Илија Гарашанин              |
| Горан Даничић       | Бенјамин фон Калај           |
| Драгослав Илић      | Осман-паша                   |
| Весна Бујошевић     | Анка Константиновић          |
| Љиљана Ђорђевић     |                              |
| Саша Јоксимовић     |                              |
| Владимир Керкез     |                              |
| Ненад Маричић       |                              |
| Бора Ненић          | владика                      |
| Анђелка Ристић      |                              |
| Миле Станковић      |                              |
| Бранислав Томашевић |                              |